# Маргрете Датская
Маргрете Франсуа́за Луи́за Мари́я Еле́на Датская (дат. Margrethe Françoise Louise Marie Helene til Danemark, 17 сентября 1895 — 18 сентября 1992) — принцесса Датская, внучка короля Дании Кристиана IX, двоюродная сестра русского императора Николая II.

## Биография
Её родителями были принц Вальдемар Датский, младший сын короля Дании Кристиана IX и Луизы Гессен-Кассельской, и принцесса Мария Орлеанская. У родителей была договорённость, что сыновья, рождённые от этого брака, будут исповедовать лютеранскую религию, а дочери — католицизм. Таким образом, Маргрете была первой датской принцессой в новой истории, которая исповедовала римско-католическую религию. В 1909 году Мария Орлеанская скончалась. В это время принц Вальдемар со старшими сыновьями был в путешествии по Дальнему Востоку. Маргрете и её братья в этот период находились под опекой их тётки вдовствующей императрицы Марии Фёдоровны, которая приехала в родную Данию. С ней Маргрете была близка до её кончины в 1928 году.
Маргрете вышла замуж за принца Рене Бурбон-Пармского (1894—1962) 9 июня 1921 года в Копенгагене. Он был одним из многих детей Роберта I, герцога Пармского и его второй жены Марии Антонии, инфанты Португалии. Рене был братом австрийской императрицы Циты и Феликса, супруга Шарлотты, великой герцогини Люксембурга. Императрица Мария Фёдоровна присутствовала на свадьбе племянницы и в одном из писем описала жениха и невесту: «Она была такой прелестной в своём свадебном платье, и вся лучилась…жених прибыл со своей матерью, герцогиней Пармской… Герцогиня была очаровательна. Она доводится родной сестрой эрцгерцогине Марии Терезии, которая присутствовала на нашей коронации в Москве в 1883 году и хорошо её помнит…Бедный Вальдемар был очень взволнован. Невеста милая и естественная… Из церкви молодые новобрачные проехали в карете……по городу, заполненному толпами людей, приветствовавших их аплодисментами и бросавших цветы… Мы все проследовали в Амалиенборг, где во дворце Кристиана VII для многочисленных гостей был дан праздничный обед».
По сравнению с другими королевскими домами, семья была небогатой; главным образом супруги проживали во Франции, где родились их дети. В 1939 году семья бежала от нацистов в Испанию. Оттуда они отправились в Португалию, а затем в США. Принцесса Маргрете умерла на следующий день после своего девяносто седьмого дня рождения, на 69-й день рождения своей дочери Анны. Ей принадлежит рекорд долгожительства среди членов датского королевского дома.

### Потомки
У Рене и Маргрете было четверо детей:
- принц Жак Мария Энтони Роберт Вальдемар Карл Феликс Сикст Ансгар (1922—1964) — был женат на графине Биргитте Александре Марии аф Гольштейн-Ледреборг (1922—2009), имели троих детей.
- принцесса Анна Антуанетта Франсуаза Шарлотта (1923—2016) — супруга свергнутого короля Румынии Михая I (1921—2017), сына короля Кароля II и Елены Греческой; имели пять дочерей;
- принц Мишель Мария Ксавьер Вальдемар Георг Роберт Карл Эймард (1926—2018[2]) — был женат на принцессе Иоланде де Бройли-Ревель, имел пятерых детей, во втором женат на принцессе Марии Пие Савойской, дочери бывшего короля Италии Умберто II и Марии Жозе Бельгийской; детей во-втором браке нет;
- принц Андре Мария (1928—2011) — был женат на Марине Гекри, имел троих детей